# Melitaea latefascia
Melitaea latefascia är en fjärilsart som beskrevs av Bramson 1910. Melitaea latefascia ingår i släktet Melitaea och familjen praktfjärilar. Inga underarter finns listade i Catalogue of Life.